# Vassili Davydov
Pour les articles homonymes, voir Davydov.

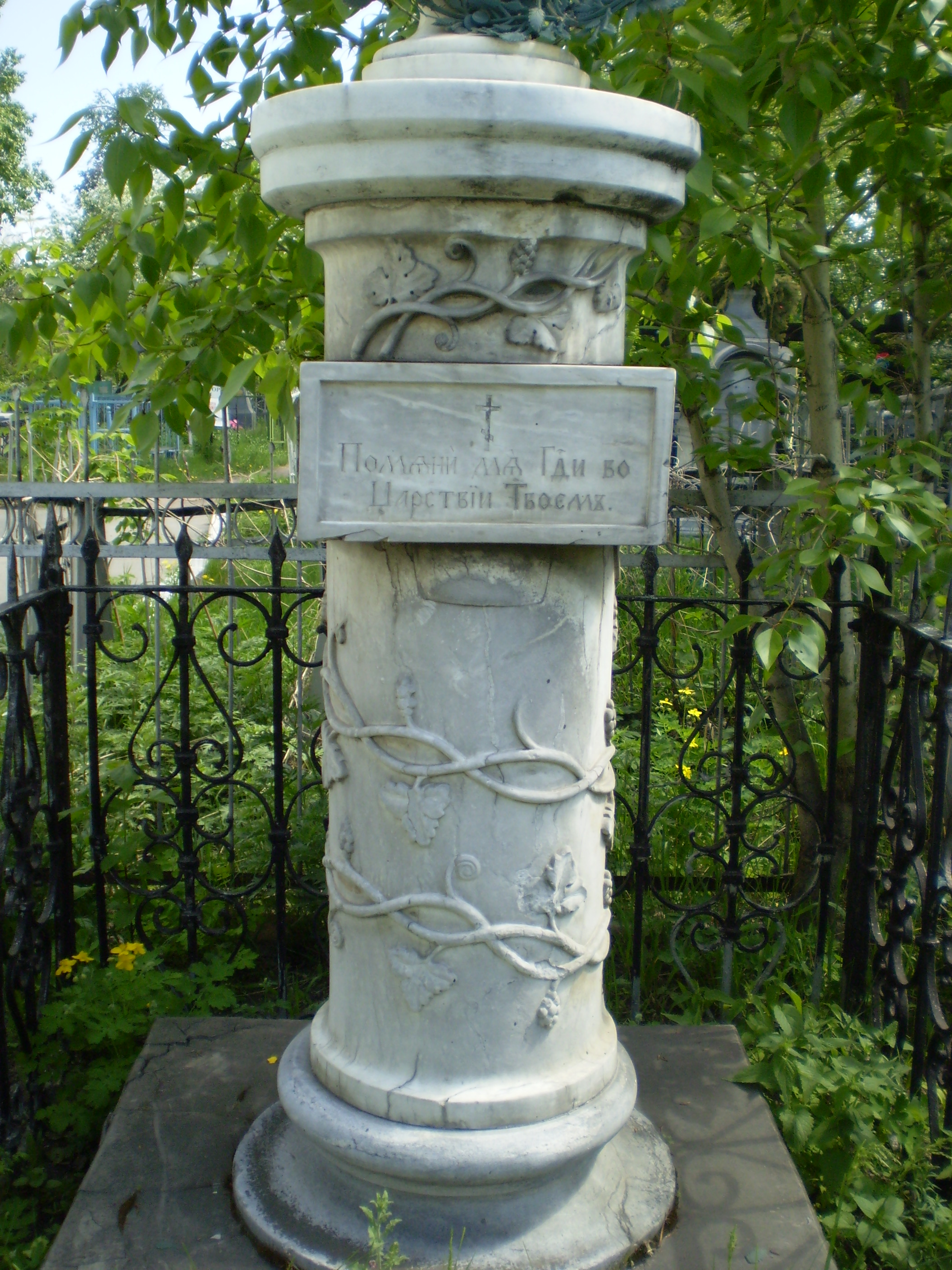
Tombe de Vassili Davydov.

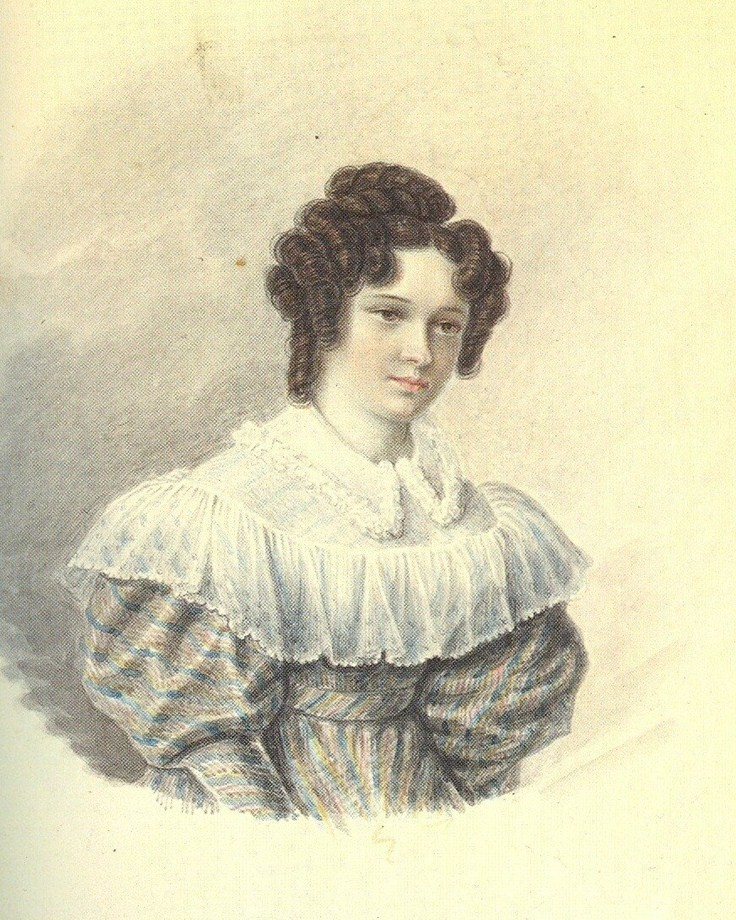
Aleksandra Davydova par Nikolaï Bestoujev

Le prince Vassili Lvovitch Davydov (en russe : Васи́лий Льво́вич Давы́дов), né le 28 mars 1793 à Moscou et mort le 25 octobre 1855 à Krasnoïarsk, est un officier, poète et décembriste russe.

## Biographie
Fils du major général Lev Davydov (1743-1801) et de son épouse Ekatérina Samoïlova (1750-1825), Vassili Davydov naît à Moscou, dans la famille de cinq enfants. De 10 à 12 ans, il est élevé au pensionnat de l'abbé Dominique Charles Nicolle situé près du Palais des Ioussoupov à Saint-Pétersbourg, puis, reçoit son éducation à domicile sous la direction de l'abbé Froment. 
Le 11 octobre 1807, à l'âge de 14 ans, il entre au service comme junker dans le régiment de hussards de la Garde impériale.
À partir du 24 mars 1808 - cornette, à partir du 5 août 1811 - l'adjudant du général de division Ivan Chevitch (1754-1813).
Il participe à la campagne de Russie et sera blessé deux fois. En 1812, il devient adjudant du prince Bagration. Pour sa participation à la bataille de Borodino, il reçoit l'ordre de Saint-Vladimir de 4e classe. Pour sa distinction lors de la bataille de Maloïaroslavets, il reçoit une épée d'or de la bravoure.
Il participe également à la guerre de la Sixième Coalition, aux batailles de Lützen et Bautzen et sera décoré de l'ordre de Sainte-Anne de 2e classe. Blessé à Kulm et à Leipzig, il est décoré de la croix pour le Mérite. Fait prisonnier près de Leipzig, il est libéré de captivité par les troupes prussiennes.
Capitaine d'état-major à partir du 17 juillet 1813, capitaine à partir du 7 mars 1816. Le 17 janvier 1817, il est transféré au régiment de hussards d'Alexandrie avec le grade de lieutenant-colonel.
Lieutenant au 5e régiment de hussards Alexandriski.
Le 11 mai 1819, il est démobilisé pour des raisons de santé et vit dans la propriété de sa mère dans le village de Kamenka au district de Chigirinsky, dans le gouvernement de Kiev. Il reprendra le service dans la cavalerie à partir du 11 juillet 1820.  
Le 29 janvier 1822, il prend sa retraite avec le grade de colonel. Il se marie en mai 1825 avec Alexandra Ivanovna Potapova, fille d'un conseiller de la cour, avec qui il a déjà quatre enfants.
Franc-maçon, membre de la loge "Alexandre du Triple Salut", membre de la Société du Sud dirigée par Pavel Pestel, Alexeï Iouchnevski et Sergueï Mouraviov-Apostol. Avec Sergueï Volkonski, il dirige l'administration de Kamenka de la Société du Sud.
Après la défaite du soulèvement, il fut arrêté le 14 janvier 1826 à Kyïv, amené à Saint-Pétersbourg le 20 janvier et placé en détention dans la forteresse Pierre-et-Paul le 21 janvier 1826. Le tribunal lui inflige une peine de réclusion à perpétuité. Envoyé en Sibérie le 21 juillet 1826. Sa peine fut réduite à 20 ans de travaux forcés. Arrive à Irkoutsk le 27 août 1826, il travaillera successivement à la distillerie Aleksandrovski, à la mine Blagovatski, à l'usine Petrovski. Son épouse le rejoint en 1828. Le 8 novembre 1832, la peine de travaux forcés est réduite à 15 ans, le 14 décembre 1835 - à 13 ans. Sa peine purgée, par le décret du 10 juillet 1839, il fut envoyé s'installer dans la ville de Krasnoïarsk.
Décédé le 25 octobre 1855 à Krasnoïarsk, Vassili Davydov est enterré au cimetière de la Trinité. En 1883, son neveu, Alexandre Petrovitch Davydov, alors qu'il voyageait comme envoyé au Japon via Krasnoïarsk, érigea sur la tombe un monument en marbre fabriqué en Italie.

## Sources
- (ru) Cet article est partiellement ou en totalité issu de l’article de Wikipédia en russe intitulé « Давыдов, Василий Львович » (voir la liste des auteurs).